# ゆびさきと恋々
『ゆびさきと恋々』（ゆびさきとれんれん、英語: A Sign of Affection）は、森下suuによる日本の漫画作品。『デザート』（講談社）にて、2019年9月号から連載中。
2024年11月時点で世界累計部数は685万部を突破している。

## あらすじ
耳の聞こえない女子大生糸瀬 雪は、困っているところを同じ大学の先輩である波岐 逸臣に助けてもらう。耳の聞こえない雪にも動じることなく接してくれた彼に、少しずつ惹かれていく。

## 登場人物
声の項はテレビアニメ版の声優。
糸瀬 雪（いとせ ゆき）
声 - 諸星すみれ
本作の主人公。聴覚障害を持つ女子大生。かわいいものが大好き。
波岐 逸臣（なぎ いつおみ）
声 - 宮崎遊、陶山恵実里（少年期）
雪と同じ大学の先輩。国際サークルに入っていて、バーでバイトをしながらバックパックで海外を飛び回る。自然体で接する人柄。右手中指にタトゥーがあり、高校の頃はテーピングで隠していた。
芦沖 桜志（あしおき おうし）
声 - 大塚剛央、小市眞琴（少年期）
雪の幼馴染で、手話が使える。何かと雪に突っかかってくる。
波岐 京弥（なぎ きょうや）
声 - 逢坂良太
逸臣のいとこで、逸臣がバイトしているバーの店長。
藤白 りん（ふじしろ りん）
声 - 本渡楓
雪の友人で逸臣と同じサークル。京弥に思いを寄せている。
中園 エマ（なかその えま）
声 - 東山奈央
逸臣の高校時代の同級生。逸臣のことが好き。
伊柳 心（いりゅう しん）
声 - 畠中祐
逸臣の高校時代の同級生。美容師。エマのことが好き。

## 書誌情報
- 森下suu 『ゆびさきと恋々』 講談社 〈KCデザート〉、既刊12巻（2025年2月13日現在）
  1. 2019年12月13日発売[7][8]、ISBN 978-4-06-518062-4
  2. 2020年5月13日発売[9][10]、ISBN 978-4-06-519501-7
  3. 2020年10月13日発売[11]、ISBN 978-4-06-520971-4
  4. 2021年3月12日発売[12]、ISBN 978-4-06-522634-6
  5. 2021年9月13日発売[13]、ISBN 978-4-06-524820-1
  6. 2022年3月11日発売[14]、ISBN 978-4-06-527138-4
  7. 2022年9月13日発売[15]、ISBN 978-4-06-529176-4（特装版同日発売[16]、ISBN 978-4-06-529026-2）
  8. 2023年2月13日発売[17]、ISBN 978-4-06-530723-6
  9. 2023年7月13日発売[18]、ISBN 978-4-06-531847-8
  10. 2023年12月13日発売[19]、ISBN 978-4-06-534044-8
  11. 2024年7月11日発売[20]、ISBN 978-4-06-536193-1
  12. 2025年2月13日発売[21]、ISBN 978-4-06-538493-0

## ミュージカル
A New Musical『ゆびさきと恋々』として、2021年6月4日から13日まで本多劇場にて上映された。キャスト・スタッフは下記の通り。

### キャスト
- 雪 - 豊原江理佳
- 逸臣 - 前山剛久
- りん - 林愛夏
- エマ - 青野紗穂
- 桜志 - 池岡亮介
- 心 - 中山義紘
- 京弥 - 上山竜治

### スタッフ（ミュージカル）
- 脚本 - 飯島早苗
- 演出 - 田中麻衣子
- 音楽 - 荻野清子
- 振付 - 前田清実
- 手話指導 - 三浦剛・忍足亜希子[25]
- 協賛 - 医療法人社団直悠会 にしたんクリニック
- 主催・企画・製作 - ワタナベエンターテインメント

## テレビアニメ
2024年1月から3月までTOKYO MXほかにて放送された。手話監修として、舞台手話通訳や手話指導経験を持つ米内山陽子が、シリーズ構成も兼ねて参加する。
テレビアニメ版では、作中描写で手話での会話の内容を字幕ではなく音声で描写するところが存在するため、インターネット配信版でも字幕対応する方針を取っている。インターネット配信版では『Amazon Prime Video』等動画プレイヤーのシステム内で字幕切り替え対応しているサイト以外では、通常版の他、音声字幕版を別個配信する形式がとられている。

### スタッフ（テレビアニメ）
- 原作 - 森下suu[3]
- 監督・絵コンテ - 村野佑太[6]
- シリーズ構成・脚本・手話監修 - 米内山陽子[3]
- キャラクターデザイン - 酒井香澄[3]
- 総作画監督 - 酒井香澄[5]、西岡夕樹[5]、遠藤江美子[5]、玉利和枝[5]、辻加奈子[5]
- 衣装デザイン補佐 - あおのゆか[5]
- 手話アニメーター - 柳田義明[5]、藤森雅也[5]、宮本雄岐[5]
- 美術監督 - 本田光平[5]
- 美術設定 - 綱頭瑛子[5]、伊良波理沙[5]、斉婉廷
- 場面設計 - 関根昌之[5]
- プロップデザイン - ヒラタリョウ[5]
- 色彩設計 - 中野尚美[5]
- 撮影監督 - 佐藤哲平[5]
- CGディレクター - 中島豊
- 編集 - 白石あかね[5]
- 音響監督 - 菊田浩巳[5]
- 音響制作 - TOブックス[5]
- 音楽 - 橋本由香利[3]
- 音楽制作 - ミリカ・ミュージック
- プロデューサー - 青井宏之、立花耕、曹聡、黒須信彦、小澤慎一朗、宇田真奈美、小西裕貴
- アニメーションプロデューサー - 矢尾板克之
- アニメーション制作 - 亜細亜堂[3]
- 製作 - ゆびさきと恋々製作委員会（MBS、講談社、NetEase Games、クランチロール、亜細亜堂、TOKYO MX、NBCユニバーサル・エンターテイメント）

### 主題歌
「雪の音」
Novelbrightによるオープニングテーマ。作詞は竹中雄大、作曲は竹中雄大、沖聡次郎、編曲はNovelbright。
「snowspring」
チョーキューメイによるエンディングテーマ。作詞・作曲は麗。

### 各話リスト
| 話数    | サブタイトル                          | 演出            | 作画監督                                                                                        | 初放送日      |
| ------- | ------------------------------------- | --------------- | ----------------------------------------------------------------------------------------------- | ------------- |
| Sign.1  | 雪の世界                              | 村野佑太        | sataりすく 辻加奈子 ジャカルタ カルカッタ 軽田 玉利和枝 西岡夕樹                                | 2024年 1月6日 |
| Sign.2  | 恋々へ                                | 松尾晋平        | 辻加奈子 ジャカルタ カルカッタ 軽田 sataりすく 大竹紀子 遠藤江美子 玉利和枝                     | 1月13日       |
| Sign.3  | Someone is thinking of someone        | 山本辰          | 黄凤 姚远 赵玲 陈玉峰 顾金秋 杭新华 暴龙                                                        | 1月20日       |
| Sign.4  | どんな声で                            | 渡邉峻          | 市来剛 杉山さよ 西岡夕樹                                                                        | 1月27日       |
| Sign.5  | こたえ                                | 岡英和          | sataりすく ジャカルタ カルカッタ 軽田 高橋こう平 林夏菜 中山和子                                | 2月3日        |
| Sign.6  | ずっと見ていたいって思ってた          | 松尾晋平        | ジャカルタ カルカッタ 軽田 sataりすく 辻加奈子                                                  | 2月10日       |
| Sign.7  | Let me introduce you to my girlfriend | 渡邉峻          | sataりすく ジャカルタ カルカッタ 軽田 辻加奈子 和田清美                                         | 2月17日       |
| Sign.8  | 一歩を                                | 村野佑太        | 飯飼一幸                                                                                        | 2月24日       |
| Sign.9  | 帰りたくない                          | 岡英和 松尾晋平 | YUKI STUDIO MASSKET                                                                             | 3月2日        |
| Sign.10 | 桜志の世界                            | 藤中達也        | 高梨光 中山智貴 津幡佳明 片岡英之 高橋紀子 永田有香 サイ・ジョディ                              | 3月9日        |
| Sign.11 | 約束                                  | 渡邉峻          | ジャカルタ カルカッタ 軽田 sataりすく 和田清美 李紋龍 孫一銘                                    | 3月16日       |
| Sign.12 | 私たちの世界                          | 村野佑太        | 永田亜美 和田清美 辻加奈子 角田茉央 海岸麻由子 櫛引菖子 角田有希 西岡夕樹 遠藤江美子 sataりすく | 3月23日       |

### 放送局
| 放送期間               | 放送時間                     | 放送局      | 対象地域   | 備考                                 |
| ---------------------- | ---------------------------- | ----------- | ---------- | ------------------------------------ |
| 2024年1月6日 - 3月23日 | 土曜 22:30 - 23:00           | TOKYO MX    | 東京都     | 製作参加                             |
|                        |                              | BS日テレ    | 日本全域   | BS/BS4K放送 / 『アニメにむちゅ〜』枠 |
| 2024年1月7日 - 3月24日 | 日曜 2:38 - 3:08（土曜深夜） | 毎日放送    | 近畿広域圏 | 製作参加 / 『アニメシャワー』第2部   |
|                        | 日曜 21:30 - 22:00           | AT-X        | 日本全域   | CS放送 / リピート放送あり            |
| 2024年1月30日 -        | 火曜 1:28 - 1:58（月曜深夜） | IBC岩手放送 | 岩手県     | [ 29 ]                               |
| 全局で字幕放送を実施。 |                              |             |            |                                      |

| 配信開始日   | 配信時間            | 配信サイト |
| ------------ | ------------------- | --- |
| 2024年1月6日 | 土曜 22:30 更新     | ABEMA U-NEXT アニメ放題 |
| 2024年1月9日 | 火曜 22:30 以降更新 | Amazon Prime Video auスマートパスプレミアム DMM TV dアニメストア FOD Hulu J:COM STREAM Lemino MBS動画イズム milplus TELASA TVer アニメタイムズ Disney+ ニコニコ生放送 ニコニコチャンネル バンダイチャンネル ふらっと動画 |

### BD
| 巻 | 発売日        | 収録話          | 規格品番  |
| -- | ------------- | --------------- | --------- |
| 1  | 2024年4月26日 | 第1話 - 第3話   | GNXA-2481 |
| 2  | 2024年5月29日 | 第4話 - 第6話   | GNXA-2482 |
| 3  | 2024年6月26日 | 第7話 - 第9話   | GNXA-2483 |
| 4  | 2024年8月2日  | 第10話 - 第12話 | GNXA-2484 |